# Auguste Van Landeghem
Pour les articles homonymes, voir Van Landeghem.
Auguste Van Landeghem, né à Willebroek le 31 juillet 1872 et y décédé le 7 janvier 1928 fut un homme politique belge, membre du parti ouvrier belge.
Il fut sidérurgiste. Président de la section du parti à Willebroek dès 1911, il fut élu député à la Chambre (1919-28) et conseiller communal et bourgmestre de Willebroek (1921-28).

## Sources
- sa Bio sur ODIS